# Aegla abtao
El cangrejo pancora (Aegla abtao), denominado comúnmente también cangrejo tanque, cangrejo de agua dulce, falso cangrejo, cucaracha de río, llashka o piñacha, es una especie de decápodo aéglido integrante del género Aegla. Este crustáceo habita en aguas dulces del sudoeste de América del Sur.

## Taxonomía
Esta especie fue descrita originalmente en el año 1942 por el biólogo carcinólogo estadounidense Waldo LaSalle Schmitt.
Localidad y ejemplares tipo
El ejemplar holotipo es el macho de mayor tamaño (26,60 mm) de un lote de 5 machos (y 2 hembras), catalogado como USNM 79079. Fue colectado el 22 de febrero de 1919 por el doctor Carl H. Eigenmann en Abtao, provincia de Llanquihue, Chile. También se le asigna específicamente la localidad de Alerce (41°23′S 72°55′W), en una zona próxima al lago Llanquihue.
Ante la dificultad que encontró en distinguir ejemplares de este taxón de los correspondientes a A. riolimayana, el biólogo argentino Raúl Adolfo Ringuelet propuso en 1948 recategorizar a esta última como una subespecie de aquella, cosa que realizó el mismo de manera formal en 1960.
Igualmente su sistemática no está aún definida, pues algunos a A. a. riolimayana la han seguido tratando como una especie plena, mientras que otros preliminarmente postularon que tal vez podría ser sólo un morfotipo de A. abtao, al encontrar una amplia franja con presencia de un porcentaje de ejemplares intermedios entre ambas, asignándosele así a esta especie una variabilidad exofenotípica en mosaico.
Ambos taxones se separan discretamente, centrándose las diferencias en la forma del rostrum, de las quelas, de la areola y del caparazón.
Subespecies
Esta especie se dividiría en 2 subespecies:
- Aegla abtao abtao (Schmitt, 1942 a)
- Aegla abtao riolimayana (Schmitt, 1942 b)

## Distribución y hábitat
Este cangrejo se distribuye en el sur del Chile, en las regiones del Maule; la Araucanía, Los Ríos y Los Lagos, desde la cuenca del río Toltén en Cunco (38°58′S 72°11′W), provincia de Cautín, hasta el lago Tepuhueico (42°48′S 73°56′W), en la isla Grande de Chiloé. Se encuentra en altitudes desde el nivel marino hasta los 600 m s. n. m. También habita en el noroeste de la Patagonia argentina.

## Características y costumbres
Es un cangrejo pequeño, pero relativamente grande para el género; los machos miden hasta 28 mm y las hembras  entre 18 y 20 mm de largo.